# Verkhni Suètuk
Verkhni Suètuk (en rus: Верхний Суэтук) és un poble del krai de Krasnoiarsk, a Rússia, que el 2012 tenia 193 habitants. Pertany al districte de Karatuzski.